# Lee Garlington
Ann Leslie Garlington, detta Lee (Teaneck, 20 luglio 1953), è un'attrice statunitense.

## Filmografia parziale

### Cinema
- Psycho II, regia di Richard Franklin (1983)
- Cobra, regia di George P. Cosmatos (1986)
- Psycho III, regia di Anthony Perkins (1986)
- La settima profezia (The Seventh Sign), regia di Carl Schultz (1988)
- L'uomo dei sogni (Field of Dreams), regia di Phil Alden Robinson (1989)
- I signori della truffa (Sneakers), regia di Phil Alden Robinson (1992)
- Un eroe piccolo piccolo (Jack the Bear), regia di Marshall Herskovitz (1993)
- My Life - Questa mia vita (My Life), regia di Bruce Joel Rubin (1993)
- Babysitter... un thriller (The Babysitter), regia di Guy Ferland (1995)
- Dante's Peak - La furia della montagna (Dante's Peak), regia di Roger Donaldson (1997)
- Vite nascoste (Forever Lulu), regia di John Kaye (2000)
- Al vertice della tensione (The Sum of All Fears), regia di Phil Alden Robinson (2002)
- Hot Chick - Una bionda esplosiva (The Hot Chick), regia di Tom Brady (2002)
- One Hour Photo, regia di Mark Romanek (2002)
- Arrivano i Johnson (Johnson Family Vacation), regia di Christopher Erskin (2004)
- Il custode (Mortuary), regia di Tobe Hooper (2005)
- Something New, regia di Sanaa Hamri (2006)
- The Coverup, regia di Brian Jun (2008)
- 90 minuti a New York (The Angriest Man in Brooklyn), regia di Phil Alden Robinson (2014)
- The Extendables, regia di Brian Thompson (2014)
- Il fidanzato di mia sorella (Some Kind of Beautiful), regia di Tom Vaughan (2014)
- Safelight, regia di Tony Aloupis (2015)
- Fino all'ultimo indizio (The Little Things), regia di John Lee Hancock (2021)

### Televisione
- Non entrate dolcemente nella notte (Do You Remember Love) – film TV (1985)
- Nel nome del Signore (Murder Ordained) – film TV (1987)
- Ci siamo anche noi (Student Exchange) – film TV (1987)
- Hooperman – serie TV, 3 episodi (1987-1988)
- Modella per un giorno (Posing: Inspired by Three Real Stories) – film TV (1991)
- Lenny – serie TV, 16 episodi (1990-1991)
- Arresting Behavior - serie TV, 5 episodi (1992)
- Morte sul Rio Grande (River of Rage: The Taking of Maggie Keene) – film TV (1993)
- Higher Education – serie TV, 4 episodi (1994)
- Friends – serie TV, un episodio (1995)
- Townies – serie TV, 14 episodi (1996)
- Mamma, io vengo da un altro pianeta? (Can of Worms) – film TV (1999)
- La signora in giallo - L'ultimo uomo libero (The Last Free Man), regia di Anthony Pullen Shaw – film TV (2001)
- Everwood – serie TV, 12 episodi (2002-2005)
- West Wing - Tutti gli uomini del Presidente (The West Wing) – serie TV, 3 episodi (2003-2006)
- NCIS - Unità anticrimine (NCIS) – serie TV, episodio 2x13 (2005)
- The Killing – serie TV, 4 episodi (2011-2012)
- Mistresses - Amanti (Mistresses) – serie TV, 4 episodi (2014-2015)
- Broken – serie TV, 6 episodi (2018)
- Before We Go – serie TV, 6 episodi (2019)
- Il Natale di Molly (Candy Coated Christmas) – film TV (2021)

## Doppiatrici italiane
Nelle versioni in italiano delle opere in cui ha recitato, Selenis Leyva è stata doppiata da:
- Lorenza Biella in Everwood, NCIS - Unità anticrimine, Psych, CSI - Scena del crimine (ep. 10x07), Major Crimes, Private Practice
- Anna Rita Pasanisi in Cobra, The Mentalist
- Antonella Giannini in Grey's Anatomy, Fino all'ultimo indizio
- Renata Biserni ne La settima profezia
- Sonia Scotti in My life - Questa mia vita
- Paila Pavese in Babysitter... un thriller
- Barbara Berengo Gardin ne Al vertice della tensione
- Doriana Chierici ne La signora in giallo - L'ultimo uomo libero
- Graziella Polesinanti in Cold Case - Delitti irrisolti
- Serena Spaziani in Will & Grace
- Roberta Gasparetti in Due uomini e mezzo
- Angiola Baggi in FlashForward
- Aurora Cancian in The Killing
- Ida Sansone ne Il fidanzato di mia sorella
- Michela Alborghetti in Dead to Me - Amiche per la morte